# Erythromeris
Erythromeris é um gênero de mariposa pertencente à família Saturniidae.

## Espécies
- Erythromeris flexilineata (Dognin, 1911)
- Erythromeris obscurior Lemaire, 1975
- Erythromeris saturniata (Walker, 1865)